# Вук Вујасиновић
Вук Вујасиновић (Ивошевци, код Бенковца, 1898 – Задар, 16. јануар 1983), био је љекар и политичар.

## Биографија
Рођен је у породици Јованке (рођене Манојловић) и Милоша. Основну школу завршио у родном мјесту и гимназију у Задру. Медицину је студирао у Загребу и Прагу, дипломирао у Берлину. Упоредо са студијама медицине у Берлину је три године студирао Високу политичку школу. Након студија у Далмацији је радио као општински љекар у Кистањама.
Од 1932. до 1935. био је предсједник општине Кистање. У неколико мандата био је народни посланик. Био је члан Југословенске радикалне заједнице. Обављаo је функцију секретара Народне скупштине 1937–1938. На почетку Другог свјетског рата у страху од усташа повлачи се у Задар. У току рата постао је близак комунистичким снагама.
На архипелагу Корнати основао је партизанску болницу. Крајем 1943. са рањеницима се креће ка Вису. На путу их заробљавају Нијемци. Заточеништво проводи у Дрнишу и Сплиту. Након ослобођења Загреба обавља функцију управника Војне болнице до 1954, када се сели у Задар. До 1957. обавља послове љекара и инспектора здравства.